# Revoluția de la 1848 în Italia
În Italia cele 7 state aristocratice create prin Congresul de la Viena au fost cuprinse de mișcarea revoluționar-națională care a proclamat republica la Milano, Veneția și Roma. Mișcarea a fost utilizată de regele piemontez Carol Albert în încercarea de a cuceri Lombardia de la Habsburgi.
În sudul Alpilor ca și în Germania, Congresul de la Viena, supus dorințelor suveranilor, a înlocuit harta simplificată, realizată de Napoleon, cu o fărâmițare în șapte state, fără nici o legătură între ele. Peste tot, monarhii restaurați au revenit la fostele structuri ale Vechiului Regim și s-au sprijinit pe aristocrația funciară în mai toate aceste regiuni, cu excepția Piemontului, în care valul industrializării nu pătrunsese încă, și deci burghezia era numeric destul de slabă.
Sudul peninsulei și Sicilia formau Regatul Neapolelui, restituit Bourbonilor după eșecul lui Murat, care încercase să recucerească statele acestuia și care a fost împușcat. 
În centru, statele pontificale se întindeau la nord, din Romagna până în Câmpia romană, tăind în două Italia peninsulară. Papa Grigore al XVI-lea, întâmpinat în 1830, cu ocazia alegerii sale, de o răscoală reprimată însă repede de austrieci, aplică pe acest teritoriu un despotism fără slăbiciuni, care nu este cu nimic mai prejos decât cel al Bourbonilor din Neapole și care îndepărtează orice inovație de ordin economic, politic sau social, susceptibilă de a provoca vreo revoltă.
În sfârșit, cea mai mare parte a regiunilor din nord se afla în raport de dependență față de Austria. Autoritatea Vienei se manifesta în mod direct în statul milanez și în Veneția, care formau Regatul lombardo-venețian, și în mod indirect asupra micilor state din jur, care intrau în marele ducat al Toscanei, și ducatele de Parma și de Modena. Numai regatul de Piemont și Sardinia scăpaseră de controlul Habsburgilor, căci aici pătrunsese industrializarea și o burghezie comercială și industrială, deschisă la inovații, încerca să încurajeze schimbarea.
În primul rând, în sânul acestei burghezii progresiste, puternic influențată de ideile franceze și care, deși mai puțin numeroasă și mai puțin influentă decât în Piemont, era prezentă totuși și în regatul lombardo-venețian, în ducate și în statele pontificale, s-a dezvoltat mișcarea liberală de unificare, Rissorgimento, care promovează proiectele de unificare ce duc la începutul lui decembrie 1860 la elaborarea constituției regatului unic.
Declanșarea revoluției din 1848 în Italia nu este cu nimic tributară în faza ei inițială insurecției pariziene din luna februarie. Ea începe în 1847, odată cu alegerea lui Pius al IX-lea pe tronul Sfântului Petru, care își justifică reputația liberală pe care o are în Italia prin câteva reforme aplicate statelor pontificale. Imediat, întreaga țară începe să se miște. Manifestațiile anti-austriece au loc aproape peste tot, provocate de strigătele de "Trăiască Pius al IX-lea". Cele mai mari au loc în regatul lombardo-venețian, unde populația refuză să cumpere tutun pentru a nu da bani administrației austriece.
Dar mișcarea revoluționară propriu-zisă pleacă din regatul Neapolelui, mai precis din Sicilia. După exemplul locuitorilor din Palermo, populația principalelor orașe din insulă, cu ajutorul populației rurale, alungă garnizoanele napolitane. Mișcarea se extinde apoi în sudul peninsulei, pierzându-și treptat caracterul separatist pentru a se transforma într-o mișcare a revendicărilor liberale. Înspăimântat, regele Ferdinand al II-lea promulgă la 10 februarie 1848 o Constituție inspirată de Carta franceză. Revoluția se întinde și, la 14 martie, Pius al IX-lea, la rândul său, trebuie să aprobe o constituție, gest imitat în curând de marele duce de Toscana și de regele Piemontului, Carol Albert.
Ca și în 1820 și apoi în 1830, Metternich se pregătește să intervină pentru a frâna contaminarea revoluționară. El este împiedicat de revoluția din Paris, urmată la scurt timp de revoluția vieneză și de începerea dezintegrării imperiului. Loviturile primite de Austria au în Italia repercusiuni imediate. La Veneția, avocatul Manini, liberal arestat de poliția austriacă și eliberat de mulțime, proclamă "Republica Sfântului Marcu". La Milano, revolta care izbucnește alungă din oraș, în cinci zile, trupele guvernatorului austriac, mareșalul Radetzky.
Întreaga Italie este cuprinsă de febra revoluționară, curentul liberal fiind înlocuit curând de cel național. Ținând cont de faptul că Austria era slăbită, nu sosise oare momentul de a-i da o lovitură hotărâtoare și de a scăpa peninsula de o dominație apăsătoare? În felul acesta va dispărea ultimul obstacol din calea realizării mărețului vis de unificare. În conjunctura prezentă, apare clar faptul că nu este absolut necesar să se recurgă la sprijin străin pentru a transforma Italia într-o națiune. "Italia farà da sè","Italia se va făuri singură", afirmă cuvântul de ordine plin de orgoliu al unitariștilor.
Din toate regiunile peninsulei, voluntarii aleargă în regatul lombardo-venețian pentru a lupta împotriva armatelor austriece. Suveranii înșiși, depășiți de evenimente, sunt luați de vârtej. În ciuda prudenței sale deosebite, Carol Albert se lasă influențat de opinia publică piemonteză și de publicistul Cavour, care, în ziarul său, Rissorgimento, cere "război, război fără întârziere". Regele Piemontului începe ostilitățile împotriva Ausțriei, iar trupele sale intră în Lombardia. Aici li se alătură armata pontificală, al cărei șef, generalul Durando, nu se mai supune ordinelor lui Pius al IX-lea care dorea să evite războiul. Pînă și regele Neapolelui, Ferdinand al II-lea, trimite 16 000 de oameni să participe la cruciada împotriva Austriei, pe care însă îi va retrage peste trei săptămîni.
În momentul în care în toată Europa centrală aspirațiile liberale par a fi pe punctul de a se realiza, Italia intră se pare pe calea unificării și a independenței . În această "primăvară a popoarelor" totul pare să arate că vechea ordine europeană, consolidată în 1815, se prăbușește peste tot pentru a fi înlocuită de o nouă ordine, inaugurată cu șaizeci de ani mai devreme de Revoluția franceză.
Totul se leagă în final de prăbușirea Austriei, această putere ce apare din ce în ce mai mult ca o cheie de boltă a edificiului ridicat de Sfânta Alianță. Dar două evenimente neprevăzute vor schimba în mod brutal fața lucrurilor: reacția armatei austriece, care înăbușă Revoluția pe care guvernul este incapabil să o controleze și sprijinul oferit suveranului de Habsburg de partenerul său de Miinchengratz, țarul Nicolae al II-lea, care, de cincisprezece ani, își disputa cu Metternich titlul de campion al absolutismului european.

## Vezi și
- Revoluția de la 1848
- Revoluția siciliană din 1848
- Unificarea Italiei